# Булавний десятник
Булавний десятник — найвище підстаршинське (унтерофіцерське) військове звання в Українській галицькій армії в 1919-1920 роках.
Вище за рангом ніж старшого десятника, але нижче за хорунжого.

## Історія звання
Українська галицька армія була регулярною армією Західноукраїнської Народної Республіки. Знаки розрізнення були введені Державним секретаріатом військових справ (ДСВС) Західної області УНР 22 квітня 1919 року і являли собою комбінацію стрічок на рукавах однострою та «зубчатки» на комірах. У булавного десятника були дві стрічки: одна середня срібна стрічка та одна вузька, розміщені на підкладці кольору відповідного до роду військ (наприклад сині для піхоти). Підстаршинська зубчатка (кольору роду військ), мала розміри 72×24 мм.
| Нижче за рангом: Старший десятник | УГА Булавний десятник | Вище за рангом: Хорунжий |